# Asien-Meisterschaften im Bahnradsport 2017

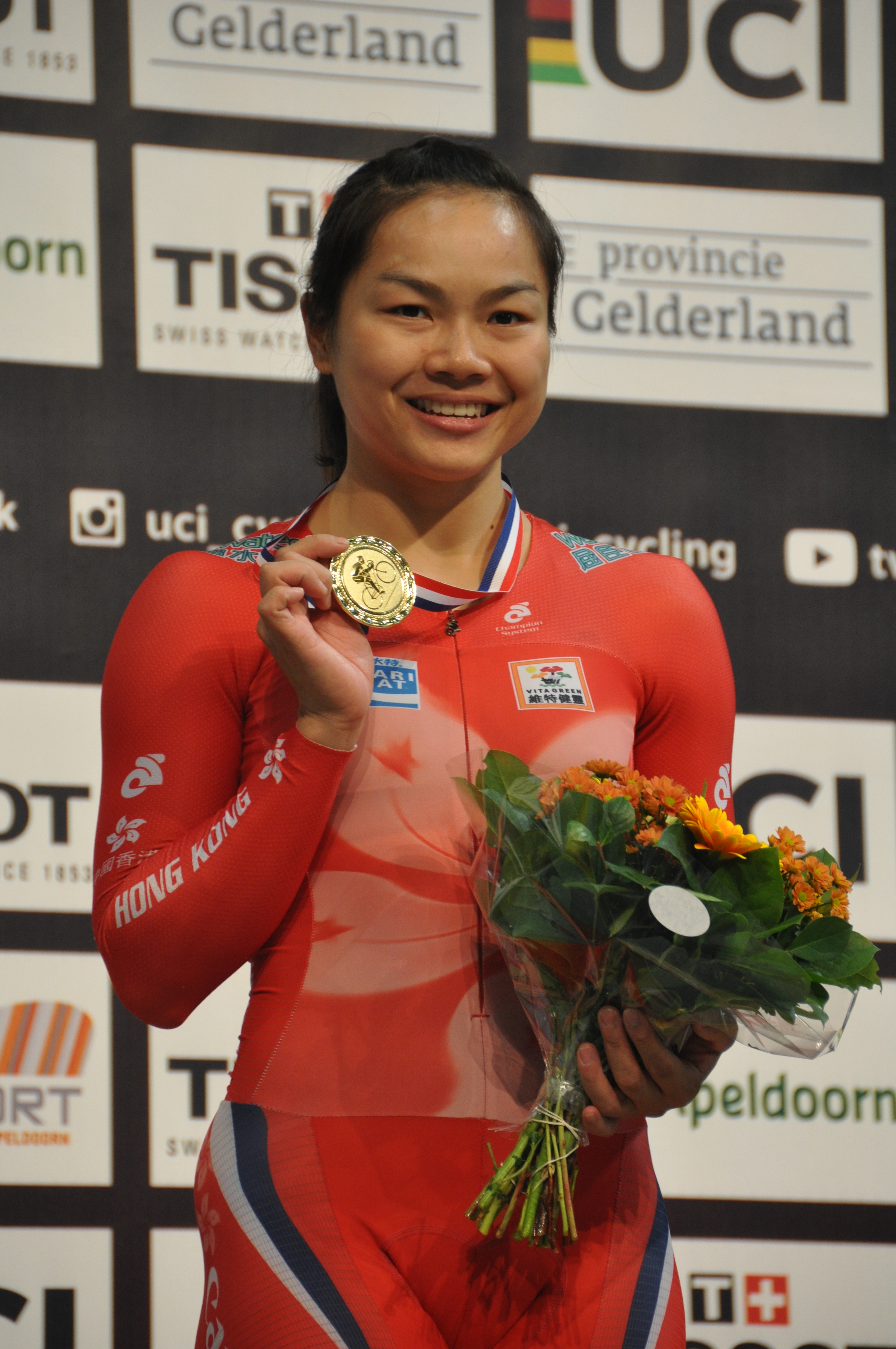
Mit vier Medaillen die erfolgreichste Sportlerin der Wettbewerbe: Lee Wai-sze aus Hongkong (hier 2015)

Die Asien-Meisterschaften im Bahnradsport 2017 fanden vom 6. bis 10. Februar 2017 in Neu-Delhi in Indien statt. Veranstalter war die Asian Cycling Confederation (ACC). Gleichzeitig wurden die Junioren- und Paracycling-Meisterschaften auf Bahn durchgeführt; offizieller Titel der Veranstaltung war folgerichtig The 37th Senior, 24th Junior and 6th Asian Para Track Cycling Championships 2017.
Indien war zum vierten Mal Gastgeber dieser Kontinentalmeisterschaften im Radsport. In Neu-Delhi nahmen 600 Sportlerinnen und Sportler aus 20 asiatischen Ländern teil. Zum ersten Mal waren die asiatischen Meisterschaften auf Straße und Bahn getrennt; die Straßenwettbewerbe wurden drei Wochen später in Manama ausgetragen, siehe Asien-Meisterschaften im Straßenradsport 2017.

## Resultate

### Männer
| Disziplin             | Platz | Land | Fahrer                                                          |
| --------------------- | ----- | ---- | --------------------------------------------------------------- |
| Sprint                | 1     | MAS  | Azizulhasni Awang                                               |
|                       | 2     | JPN  | Tomoyuki Kawabata                                               |
|                       | 3     | JPN  | Yūta Wakimoto                                                   |
| Teamsprint            | 1     | CHN  | Gao Jian Wei Li Jian Xin Luo Yong Jia                           |
|                       | 2     | IRI  | Hassan Ali Varposhti Ali Askari Mohammad Daneshvarkhourram      |
|                       | 3     | JPN  | Kazunari Watanabe Kazuki Amagai Tomoyuki Kawabata               |
| Keirin                | 1     | JPN  | Yūta Wakimoto                                                   |
|                       | 2     | JPN  | Kazunari Watanabe                                               |
|                       | 3     | MAS  | Shah Firdaus Sahrom                                             |
| Zeitfahren (1 km)     | 1     | IRI  | Mohammad Daneshvarkhourram                                      |
|                       | 2     | TPE  | Shih Hsin Hsiao                                                 |
|                       | 3     | KOR  | Na Jung-gyu                                                     |
| Einerverfolgung       | 1     | KOR  | Sanghoon Park                                                   |
|                       | 2     | KAZ  | Artjom Sacharow                                                 |
|                       | 3     | TPE  | Li Wen Chao                                                     |
| Mannschaftsverfolgung | 1     | CHN  | Yuan Zhong Fan Yang Qin Chenglu Xue Sai Fei Huang Li            |
|                       | 2     | KOR  | Shin Dong-in Park Sang-hoon Kim Ok-cheol Im Jaey-eon            |
|                       | 3     | JPN  | Takuto Kurabayashi Ryo Chikatani Minori Shimmura Hiroaki Harada |
| Scratch               | 1     | HKG  | Leung Chun-wing                                                 |
|                       | 2     | IRI  | Mohammad Rajablou                                               |
|                       | 3     | KAZ  | Robert Gainejew                                                 |
| Punktefahren          | 1     | JPN  | Takuto Kurabayashi                                              |
|                       | 2     | TPE  | Chien Chou Chen                                                 |
|                       | 3     | UAE  | Yousef Mirza Banihammad                                         |
| Omnium                | 1     | KAZ  | Sultanmurat Miralijew                                           |
|                       | 2     | HKG  | Leung Chun-wing                                                 |
|                       | 3     | KOR  | Kim Ok-cheol                                                    |
| Madison               | 1     | KOR  | Park Sang-hoon Lim Jae-yeon                                     |
|                       | 2     | KAZ  | Sultanmurat Miralijew Artjom Sacharow                           |
|                       | 3     | JPN  | Taisei Kobayashi Minori Shimmura                                |

### Frauen
| Disziplin             | Platz | Land | Fahrer                                                             |
| --------------------- | ----- | ---- | ------------------------------------------------------------------ |
| Sprint                | 1     | HKG  | Lee Wai-sze                                                        |
|                       | 2     | KOR  | Kim Won-gyeong                                                     |
|                       | 3     | KOR  | Lee Hye-jin                                                        |
| Teamsprint            | 1     | KOR  | Kim Wongyeong Lee Hye-jin                                          |
|                       | 2     | HKG  | Lee Wai-sze Ma Wing-yu                                             |
|                       | 3     | JPN  | Kayono Maeda Riyu Ohta                                             |
| Keirin                | 1     | HKG  | Lee Wai-sze                                                        |
|                       | 2     | KOR  | Lee Hye-jin                                                        |
|                       | 3     | JPN  | Kayono Maeda                                                       |
| Zeitfahren (500 m)    | 1     | HKG  | Lee Wai-sze                                                        |
|                       | 2     | KOR  | Cho Sun-young                                                      |
|                       | 3     | CHN  | Li Xuemei                                                          |
| Einerverfolgung       | 1     | KOR  | Lee Ju-mi                                                          |
|                       | 2     | JPN  | Yumi Kajihara                                                      |
|                       | 3     | CHN  | Huang Dong Yan                                                     |
| Mannschaftsverfolgung | 1     | CHN  | Huang Dong Yan Chen Qiao Ling Chen Si Yu Luo Xiao Ling Yang Jinsik |
|                       | 2     | HKG  | Yang Qianyu Pang Yao Leung Bo Yee Diao Xiaojuan                    |
|                       | 3     | KOR  | Lee Ju-mi Son Eunju Kang Hyunkyun Kim Youri                        |
| Scratch               | 1     | CHN  | Huang Li                                                           |
|                       | 2     | KOR  | Kang Hyeong-yeong                                                  |
|                       | 3     | HKG  | Diao Xiao Juan                                                     |
| Punktefahren          | 1     | JPN  | Yumi Kajihara                                                      |
|                       | 2     | CHN  | Huang Li                                                           |
|                       | 3     | KOR  | Kim Youri                                                          |
| Omnium                | 1     | JPN  | Yumi Kajihara                                                      |
|                       | 2     | CHN  | Luo Xiaoling                                                       |
|                       | 3     | HKG  | Meng Zhao Juan                                                     |
| Madison               | 1     | HKG  | Pang Yao Meng Zhao Juan                                            |
|                       | 2     | KOR  | Son Eun-ju Kang Hyun-kyung                                         |
|                       | 3     | JPN  | Kie Furuyama Yumi Kajihara                                         |

## Medaillenspiegel
| Platz  | Land                         | Gold | Silber | Bronze | Gesamt |
| ------ | ---------------------------- | ---- | ------ | ------ | ------ |
| 1      | Hongkong                     | 5    | 3      | 2      | 10     |
| 2      | Südkorea                     | 4    | 6      | 5      | 15     |
| 3      | Japan                        | 4    | 3      | 7      | 14     |
| 4      | Volksrepublik China          | 4    | 2      | 2      | 8      |
| 5      | Kasachstan                   | 1    | 2      | 1      | 4      |
| 6      | Iran                         | 1    | 2      | 0      | 3      |
| 7      | Malaysia                     | 1    | 0      | 1      | 2      |
| 8      | Chinesisch Taipeh            | 0    | 2      | 1      | 3      |
| 9      | Vereinigte Arabische Emirate | 0    | 0      | 1      | 1      |
| Gesamt | Gesamt                       | 20   | 20     | 20     | 60     |